# Bernard Pache
Pour les articles homonymes, voir Pache.
Bernard Pache, né le 13 octobre 1934 à Sallanches et mort le 28 août 2013 à La Seyne-sur-Mer, est un haut fonctionnaire français qui a dirigé de grandes entreprises publiques et privées.

## Biographie

### Famille et formation
Bernard Pierre Pache naît le 13 octobre 1934 à Sallanches en Haute-Savoie du mariage le 30 juin 1933 à Marseille de Joseph Marius Pierre Pache (26 août 1899 à Chindrieux en Savoie - 14 mai 1977 à Paris), ingénieur diplômé de l'École  centrale Paris (promotion 1923), et de Sabine Minjoz, institutrice (24 juin 1897 à Montmélian - 17 avril 1957 à Neuilly-sur-Seine).
Après des études secondaires au collège Sainte-Croix-de-Neuilly (promotion 1951), il intègre les classes préparatoires aux grandes écoles et entre à  l'École polytechnique en 1954. En 1956, il choisit l'École des mines de Paris comme école d'application.
Le 8 septembre 1959, il épouse Yvette Vital. De ce mariage, naissent trois garçons.
Il meurt le 28 août 2013 à La Seyne-sur-Mer,,.

### Carrière professionnelle
Ingénieur du corps des mines, il commence sa carrière à Alger en 1959 puis à Metz en 1960. En 1963, il est nommé adjoint de Pierre Alby, directeur des mines au ministère de l'Industrie à Paris. En 1965, il est conseiller technique au cabinet de Michel Maurice-Bokanowski, ministre de l'Industrie, puis en 1966 à celui de Raymond Marcellin.
Il rejoint le groupe Pechiney en 1967, d'abord comme directeur-adjoint puis comme directeur des activités nucléaires. À partir de 1973, il dirige diverses filiales du groupe Pechiney Ugine Kuhlmann, dont il est nommé en 1979 directeur de la politique industrielle, puis président-directeur général en 1985.
En 1986, il succède à Michel Hug à la direction générale des Charbonnages de France. Il en est le président-directeur général de 1987 à 1992.
Il est ensuite nommé président-directeur général du Groupe informatique Bull dont il tente de poursuivre le redressement engagé par son prédécesseur Francis Lorentz, mais, ayant une stratégie différente de celle de son ministre de tutelle, il est forcé de quitter la tête du groupe, non sans avoir résisté à son ministre.
De 1994 à 1999, il est président du directoire de l'Entreprise minière et chimique (propriétaire des mines de potasse d'Alsace). Il est aussi président de la Fédération des minerais et métaux non-ferreux (FEDEM) de 1995 à 1999.
Il a aussi été président de l'Association des anciens élèves et diplômés de l'École polytechnique (AX) de 1990 à 1994, et président de la Fondation Georges Besse.

## Décorations
Bernard Pache est nommé au grade de chevalier dans l'ordre national de la Légion d'honneur puis fait chevalier de l'ordre le 13 septembre 1985. Il est promu au grade d'officier le 14 avril 1995 au titre de « président-directeur général d'un groupe industriel ».